# Helen Johns
Helen Eileen Johns (Boston, 25 september 1914 – Sumter, 23 juli 2014) was een Amerikaans zwemster.

## Biografie
Johns won tijdens de Olympische Zomerspelen van 1932 de gouden medaille op de 4x100m vrije slag estafette in een wereldrecord.